# Quinn Hughes
Quinn Hughes (Orlando, 14 de outubro de 1999) é um jogador profissional de hóquei no gelo estadunidense que atua como defensor e capitão no Vancouver Canucks da National Hockey League (NHL). Hughes foi selecionado em sétimo lugar geral por Vancouver no Draft da NHL de 2018.

## Biografia
Hughes nasceu em Orlando, Flórida, enquanto seu pai trabalhava como técnico assistente do Orlando Solar Bears. Hughes é judeu.
Hughes vem de uma família de jogadores de hóquei. Seu pai, Jim Hughes, é ex-jogador e capitão do time de hóquei do Providence College, ex-treinador assistente do Boston Bruins, e ex-diretor de desenvolvimento de jogadores do Toronto Maple Leafs. A sua mãe, Ellen, jogou hóquei no gelo, lacrosse e futebol pela Universidade de New Hampshire e foi medalhista de prata pela seleção estadunidense feminina de hóquei no gelo no Campeonato Mundial de Hóquei no Gelo Feminino de 1992. Hughes tem dois irmãos mais novos, Jack e Luke, que também jogam hóquei na NHL pelo New Jersey Devils.

## Carreira

### Início de carreira
Nascido em Orlando, Flórida, Hughes começou a jogar hóquei enquanto sua família morava em Boston devido ao trabalho do seu pai, Jim Hughes, com o Boston Bruins entre 2001 e 2003. Inicialmente, jogou como atacante mas passou para a posição de defensor aos 13 anos.
Hughes se mudou com sua família para Toronto em 2006, quando seu pai passou a trabalhar com o Toronto Maple Leafs. Sua carreira no hóquei começou oficialmente com o Toronto Marlboros e, mais tarde, integrou o time do Programa de Desenvolvimento da Seleção Nacional de Hóquei dos Estados Unidos em 2015. Antes disso, em janeiro de 2015, no entanto, Hughes prometeu que jogaria hóquei na National Collegiate Atheltic Association (NCAA) pela Universidade de Michigan na temporada de 2017–18.
Em seu primeiro ano na seleção sub-17 dos Estados Unidos, Hughes marcou sete gols e conquistou o recorde de 17 assistências em 57 jogos. Durante a temporada 2016–17, marcou quatro gols e 22 assistências em 26 jogos.

### Liga universitária

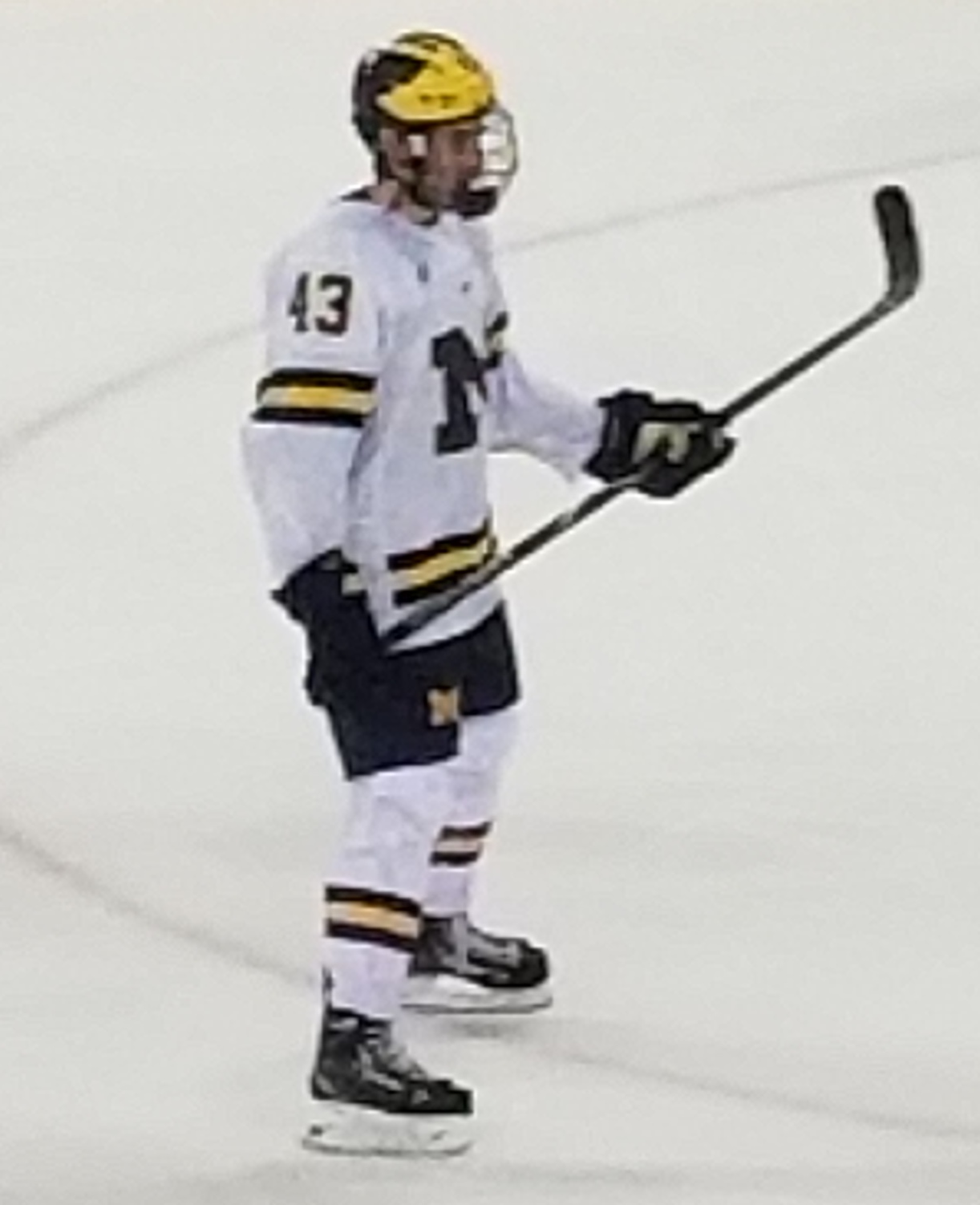
Hughes jogando pela Universidade de Michigan em 2018

Hughes jogou pelos Wolverines da Universidade de Michigan de 2017 a 2019, onde também estudou gestão de esporte. Neste período, foi o jogador de hóquei no gelo mais jovem da NCAA durante sua temporada de estreia e conquistou o recorde de cinco gols e 24 assistências em 37 jogos. Essas assistências representam o maior número já registrado por um defensor calouro na história de Michigan.
Antes do Draft da NHL de 2018, Hughes já era considerado um dos melhores potenciais jogadores devido à sua habilidade de patinação e domínio do disco. Ele por fim foi selecionado pelo Vancouver Canucks em sétimo lugar geral durante a primeira rodada. Embora tenha frequentado o treinamento de novos jogadores, Hughes escolheu retornar à Universidade de Michigan para o seu segundo ano, elencando ganhar o campeonato da NCAA e o desenvolvimento das suas habilidades como justificativa. Apesar de especulações de que deixaria os Wolverines antes do previsto para jogar por Vancouver, Hughes conclui a temporada de 2018–19 em Michigan, tendo sido indicado ao Prêmio Hobey Baker pela sua performance excepcional.

### Profissional
Em março de 2019, após encerrar sua carreira universitária com os Wolverines, Hughes assinou um contrato inicial de três anos com o Vancouver Canucks. Ele fez sua estreia na NHL em 28 de março de 2019 contra o Los Angeles Kings, onde também marcou seu primeiro ponto da carreira com uma assistência em um gol de Brock Boeser, na vitória por 3–2 nos pênaltis.
Após um início da temporada 2019–20 sem gols, Hughes marcou seu primeiro gol da carreira na NHL no primeiro jogo do Vancouver Canucks em casa contra o Los Angeles Kings durante um power play. Ele foi o defensor mais jovem do Canucks a marcar um gol pelo time desde J. J. Daigneault. Um mês depois, Hughes machucou o joelho esquerdo em partida contra o Anaheim Ducks em novembro de 2019. Depois de ficar de fora de apenas um jogo, ele retornou à escalação e marcou um gol de empate na derrota contra o St. Louis Blues em 6 de novembro. Hughes foi um dos primeiros jogadores estreantes da temporada 2019–20 a chegar aos 20 pontos. Com o seu sucesso no começo da temporada, Hughes foi listado para a opção "Last Man standing" no NHL All-Star Game de 2020, tendo sido escolhido por votação popular, em 11 de janeiro, para participar do jogo.
Ao retornar do All-Star Game, Hughes continuou a sua temporada recordista junto ao Canucks. Em fevereiro, após sua 43ª assistência, ocupou o primeiro lugar para o jogador estreante com mais assistências na história da franquia, tendo sido nomeado Rookie of the Month no mesmo mês. Embora a temporada 2019–20 tenha sido interrompida devido ao coronavírus, Hughes concluiu sua temporada de estreia como o principal rookie em pontos em toda a liga, tornando-se o terceiro defensor estreante desde Bobby Orr e Brian Leetch a fazê-lo na era contemporânea. Como resultado, Hughes foi finalista ao Troféu Memorial Calder junto com Cale Makar e Dominik Kubalík.
Durante a pausa da liga devido à pandemia, Hughes morou em Plymouth, Michigan, com a sua família e jogou com seus irmãos todos os dias para se manter em forma. Ele fez sua estreia em pós-temporada durante a rodada qualificatória contra o Minnesota Wild e conquistou múltiplos pontos em um jogo de playoff pela primeira vez com o Canucks liderando a série em 2–1, se tornando, assim, o sexto defensor mais jovem a realizar três assistências em um jogo de playoff. Durante a segunda rodada contra o Vegas Golden Knights, Hughes estabeleceu um novo recorde na NHL para o maior número de assistências por um defensor estreante em jogos de playoff, com 13 assistências em 15 jogos. Após marcar um gol e uma assistência durante o Jogo 6, ele também ultrapassou o recorde de Cale Makar de mais pontos em pós-temporada por um defensor estreante estabelecido na noite anterior. Após a eliminação de Vancouver nos playoffs, Hughes foi indicado ao All-Rookie Team da NHL e ficou em segundo lugar no Troféu Calder daquele ano.
No último ano do seu contrato inicial, Hughes foi um dos 22 jogadores na escalação do Vancouver Canucks a serem infectados com a agressiva variante Gama do COVID-19, retornando ao gelo somente em abri de 2021, em vitória de 6–3 sobre o Toronto Maple Leafs. Em 1º de outubro, após perder a maior parte dos treinamentos e jogos da pré-temporada, Hughes assinou um contrato de seis anos no valor de US$47,1 milhões com o Vancouver Canucks.
Em 11 de setembro de 2023, Hughes foi nomeado o 15º capitão da história do Vancouver Canucks, tornando-o o capitão mais jovem atualmente na NHL e o primeiro estadunidense a liderar o time de Vancouver.